# Carção
Carção is een plaats (freguesia) in de Portugese gemeente Vimioso en telt 525 inwoners (2001).